# تاجين (سكورة)
تاجين هو دُوَّار يقع بجماعة سكورة مداز، إقليم بولمان، جهة فاس مكناس في المملكة المغربية. ينتمي الدوّار لمشيخة سكورة التي تضم 6 دواوير. يقدر عدد سكانه بـ 773 نسمة حسب الإحصاء الرسمي للسكان والسكنى لسنة 2004.

## روابط خارجية
- البوابة الوطنية للجماعات الترابية نسخة محفوظة 12 مارس 2018 على موقع واي باك مشين.
- المندوبية السامية للتخطيط